# خفاش الفاكهة ذو البطن الأسود
خفاش الفاكهة ذو البطن الأسود (الاسم العلمي Melonycteris melanops)، نوع من الخفافيش يتبع جنس الحبوش وينتمي إلى فصيلة خفافيش الفاكهة. يستوطن أرخبيل بسمارك في بابوا غينيا الجديدة.